# Xirokopólie
Xirokopólie (en rus: Широкополье) és un poble de l'óblast de Saràtov, a Rússia, segons el cens del 2002 tenia 781 habitants. Pertany al districte municipal d'Engels.